# Eric Leiderer

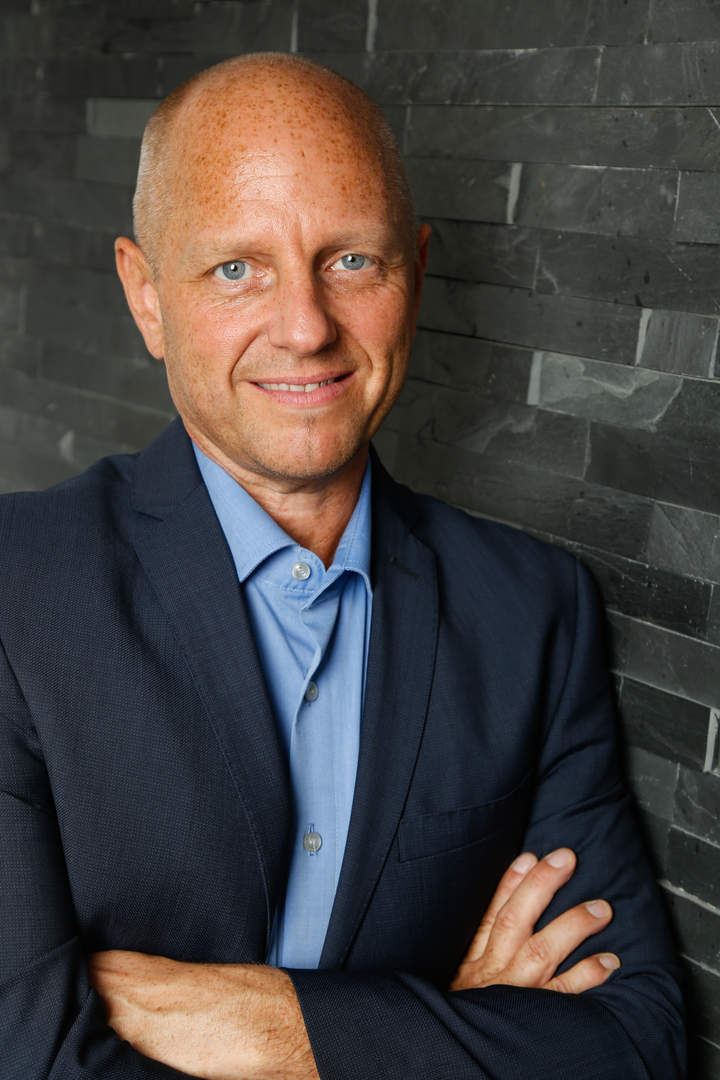
Eric Leiderer (2019)

Eric Leiderer (* 16. Dezember 1972 in Aschaffenburg) ist ein deutscher Gewerkschaftsfunktionär und seit 2020 Bürgermeister in Aschaffenburg.

## Leben
Nach seinem Schulabschluss absolvierte Eric Leiderer ab 1988 eine Ausbildung zum Zerspanungsmechaniker. In diesem Beruf sowie als Montageschlosser arbeitete er mehr als zehn Jahre beim Unternehmen Linde in Aschaffenburg. Seinem hauptamtlichen Einstieg bei der IG Metall schlossen sich verschiedene Ausbildungsgänge, wie Projektmanagement, Prozessgestaltung, Organisationspsychologie und -recht, als auch Individualarbeitsrecht an. Von 2007 bis 2009 absolvierte er eine Ausbildung zum systemischen Berater. Im Januar 2018 schloss er in St. Gallen ein zertifiziertes Studium in General Management ab.
Mit dem Start der Berufsausbildung trat Eric Leiderer der IG Metall bei. Als Jugend- und Auszubildendenvertreter war er in verschiedenen Gewerkschaftsgremien aktiv, bevor er in seinem letzten Jahr bei Linde als Betriebsrat amtierte.
Im Jahr 1999 wurde Eric Leiderer hauptamtlicher Gewerkschaftssekretär bei der IG Metall in Nürnberg mit den Arbeitsschwerpunkten Jugend, Bildung und Mitgliedergewinnung. Kurzzeitig arbeitete er im IG-Metall-Vorstandsressort Jugendarbeit und -politik in Frankfurt, bevor er im März 2006 zum IG-Metall-Bezirk Bayern nach München wechselte, wiederum mit dem Fokus auf Jugend und Berufsbildung.
Von März 2008 bis November 2014 war Eric Leiderer der verantwortliche Leiter des Ressorts „Jugend“ beim Vorstand in der IG Metall–Zentrale in Frankfurt am Main. Zusammen mit seinen Kollegen koordinierte er in seiner Funktion als Bundesjugendsekretär von hier aus die Jugendarbeit in den sieben Bezirken der IG Metall.
Unter der Ägide von Eric Leiderer wurde durch die Kampagne „Operation Übernahme“ die unbefristete Übernahme der Auszubildenden im Tarifvertrag verankert – als erste Jugendförderung überhaupt. Die Folge-Kampagne Revolution Bildung kämpft gegen den Trend der Bildungszeit Verknappung, für ein kostenfreies Bildungssystem  mit gerechten Zugangschancen und für alle gleich hochwertiger Qualität.
In der Zeit von Dezember 2014 bis April 2020 war er als politischer Sekretär unter anderem als Ressortleiter der Organisationsentwicklung beim Vorstand der IG Metall tätig.
Im Mai 2020 wurde Leiderer Bürgermeister in Aschaffenburg, wo er das Referat für Digitalstrategie, Personalmanagement und zentrale Dienste leitet.
Leiderer ist Mitglied der SPD, gehört dem Vorstand des SPD-Stadtverbandes an und ist Vorsitzender des SPD-Unterbezirks Aschaffenburg. Er ist Geschäftsführer des Turnvereins Schweinheim. Darüber hinaus ist er Vorsitzender des Vereinsring Schweinheim, dem 46 Organisationen (Vereine, Kirchen und Parteien) angehören.

## Veröffentlichungen
- René Rudolf, Ringo Bischoff, Eric Leiderer (Hrsg.): Protest – Bewegung – Umbruch: Von der Stellvertreter- zur Beteiligungsdemokratie. VSA, Hamburg 2011, ISBN 978-3-89965-448-6.
- Saul D. Alinsky: Call Me a Radical: Organizing und Empowerment – Politische Schriften. Hrsg.: Karl-Klaus Rabe, Regina Görner, Eric Leiderer. Lamuv, Göttingen 2010, ISBN 978-3-88977-692-1.
- Handbuch Community Organizing Theorie und Praxis in Deutschland: Forum für Community Organizing e.V. FOCO · Stiftung Mitarbeit (Hrsg.) in Kooperation mit DICO, · 2014, 2. Auflage Artikel Die Kampagne von Eric Leiderer· 248 S. · ISBN 978-3-941143-15-9
- Eric Leiderer: Die Kampagne "Operation Übernahme" der IG Metall Jugend. In: Stiftung Mitarbeit (Hrsg.): Handbuch Community Organizing. 2. Auflage. Nr. 46. Stiftung Mitarbeit, Bonn 2014, ISBN 978-3-941143-15-9, S. 248.
- Schröder, Urban (Hrsg.), Jahrbuch Gute Arbeit 2014: Artikel. Quo Vadis Gute Arbeit – Perspektiven der jungen Generation von Sabine Blum-Geenen / Eric Leiderer / Jan Machnig. 1. Auflage 2014, ISBN 978-3-7663-6256-8, 384 Seiten